# Seznam fourteeners Spojených států amerických

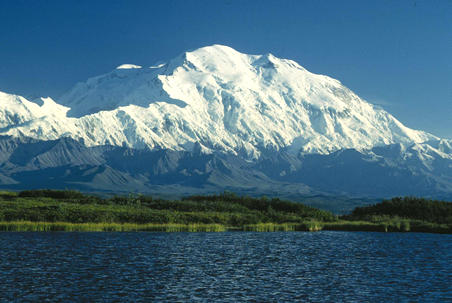
1. 1 Denali</br />(nejvyšší hora USA i Severní Ameriky)

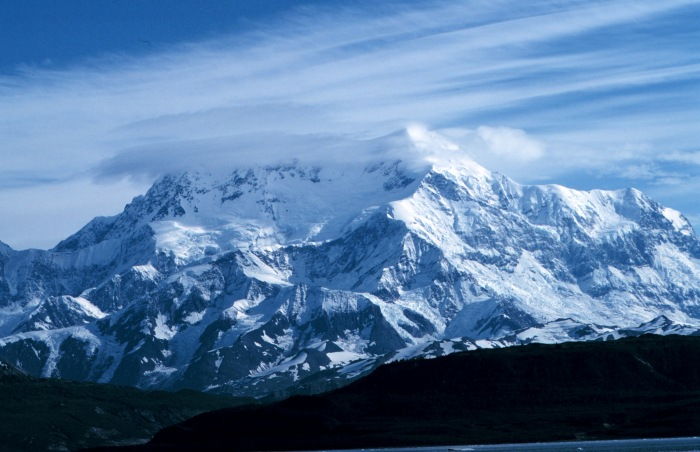
1. 3 Mount Saint Elias

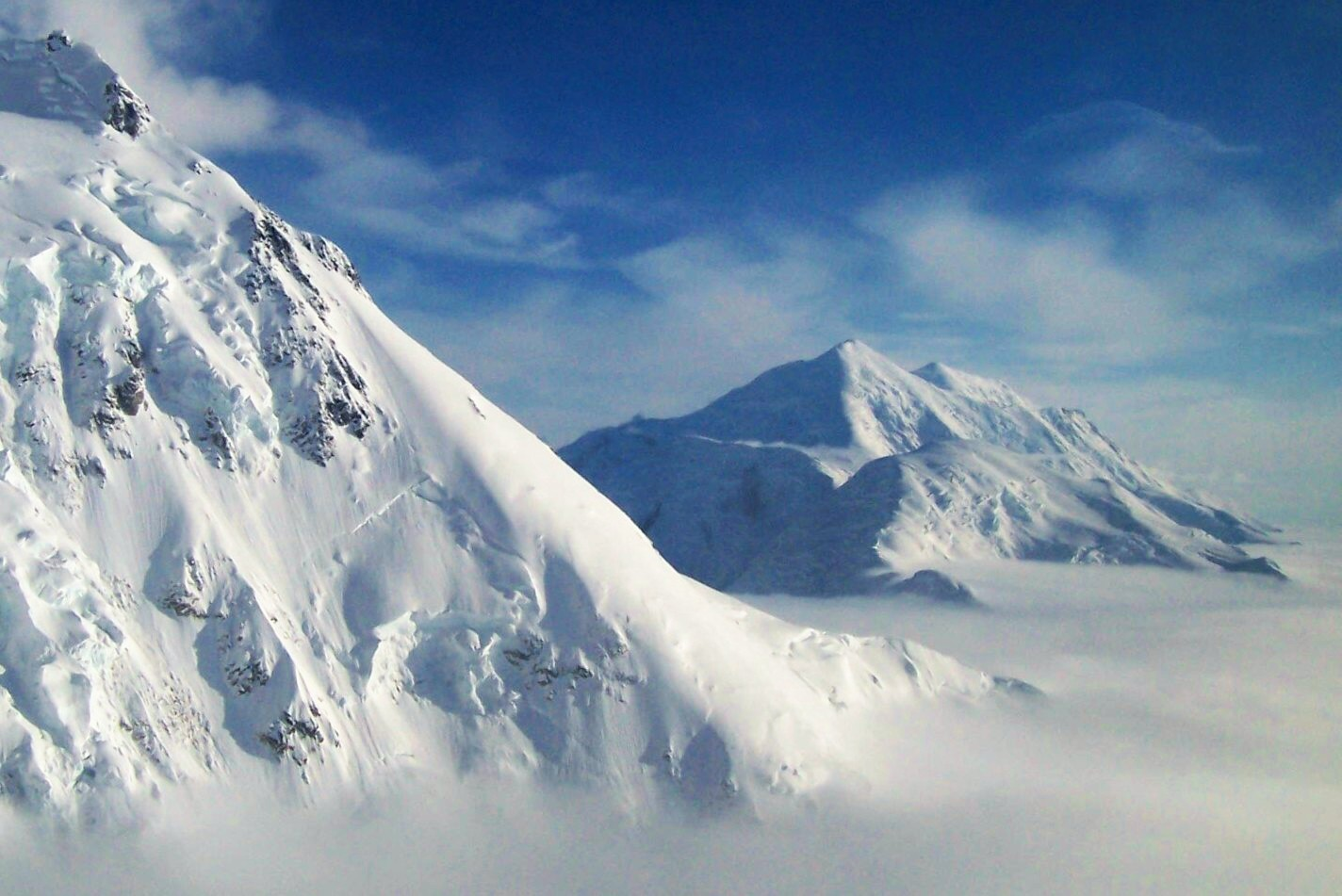
1. 4 Mount Foraker

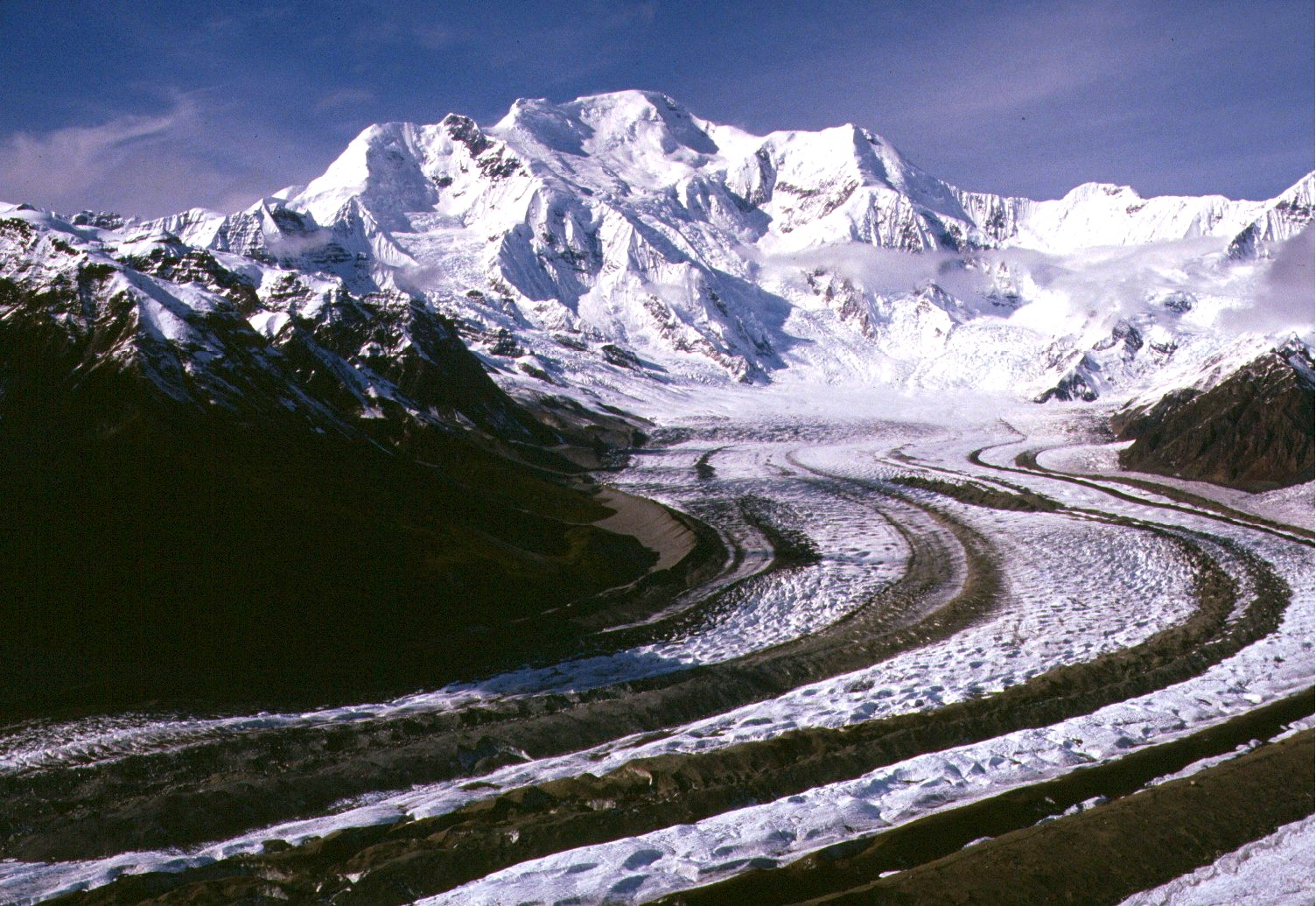
1. 6 Mount Blackburn

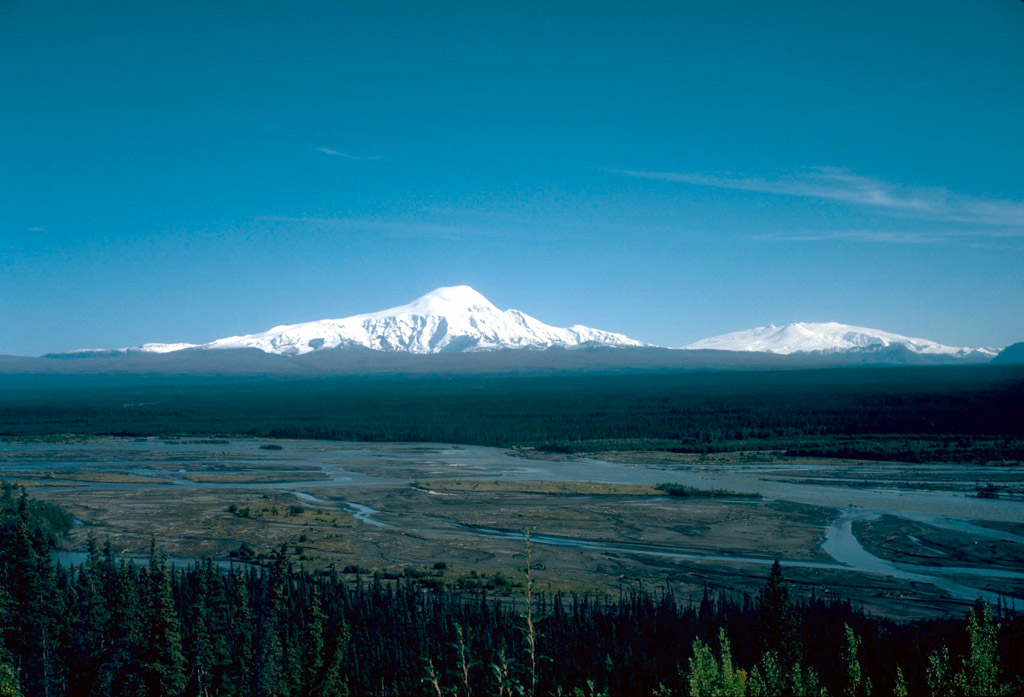
1. 8 Mount Sanford

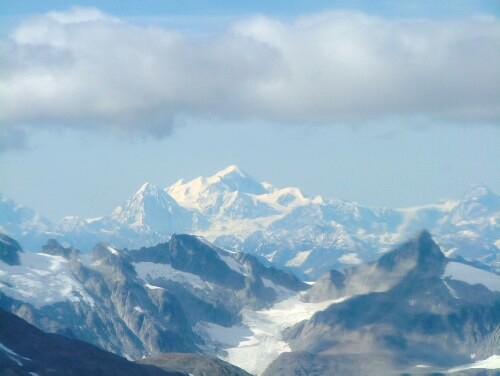
1. 12 Mount Fairweather

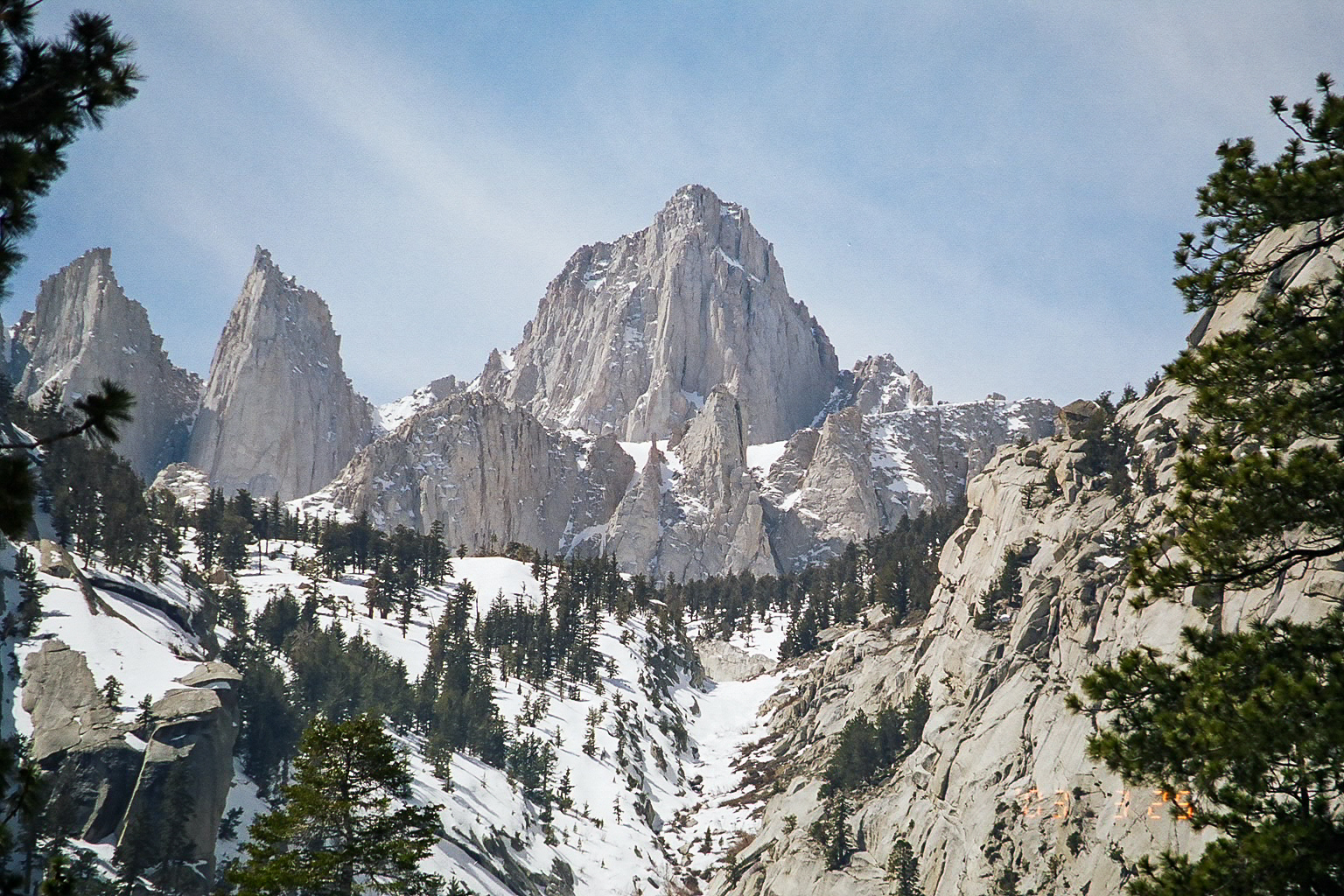
1. 17 Mount Whitney
(nejvyšší hora Kalifornie)

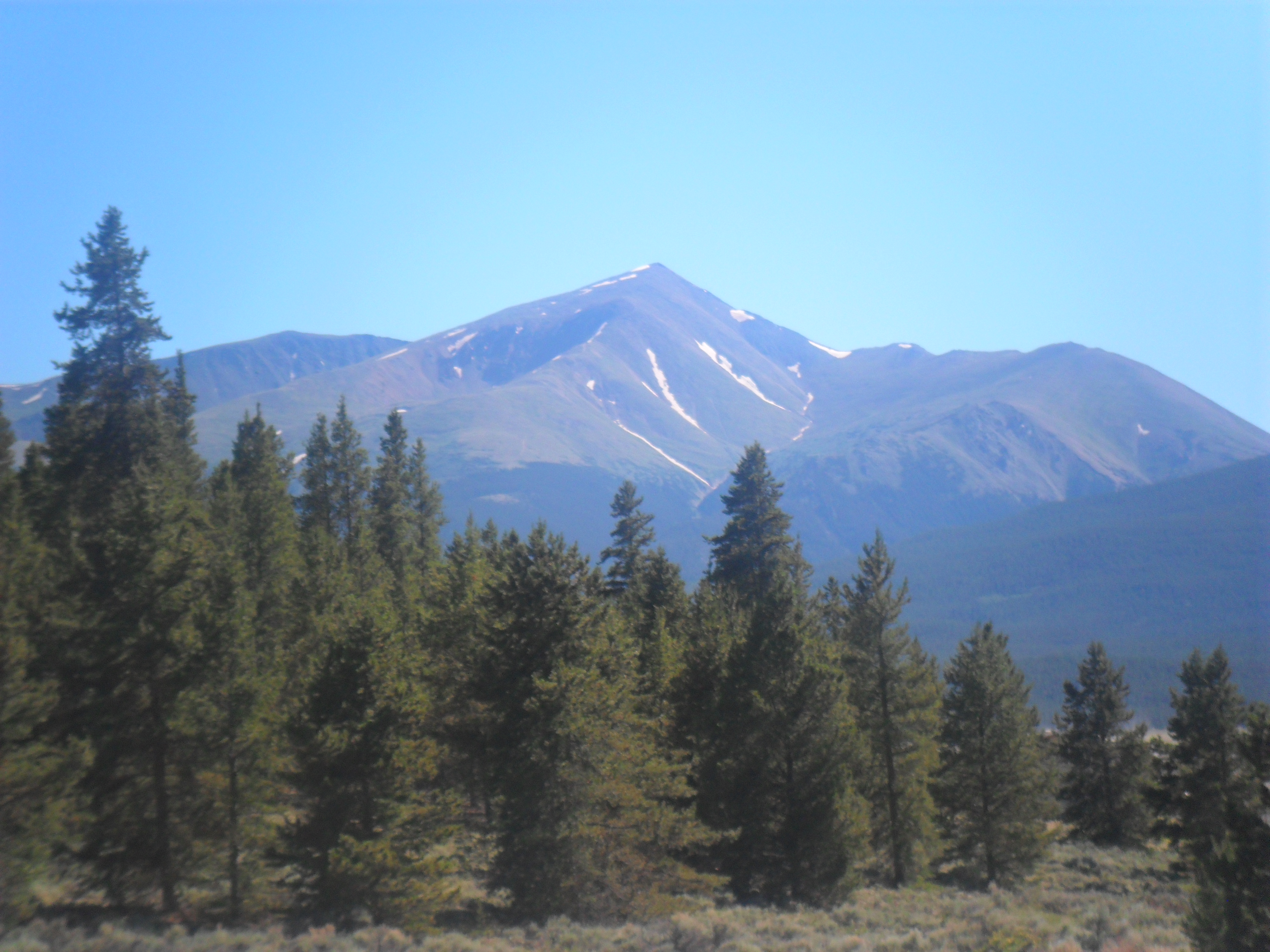
1. 21 Mount Elbert
(nejvyšší hora Colorada i Skalistých hor)

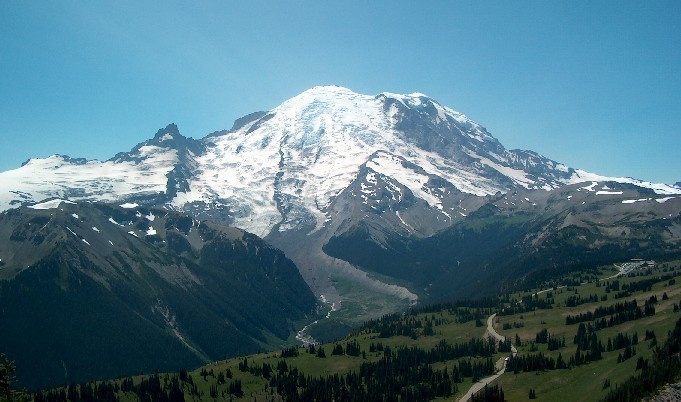
1. 24 Mount Rainier
(nejvyšší hora Washingtonu)

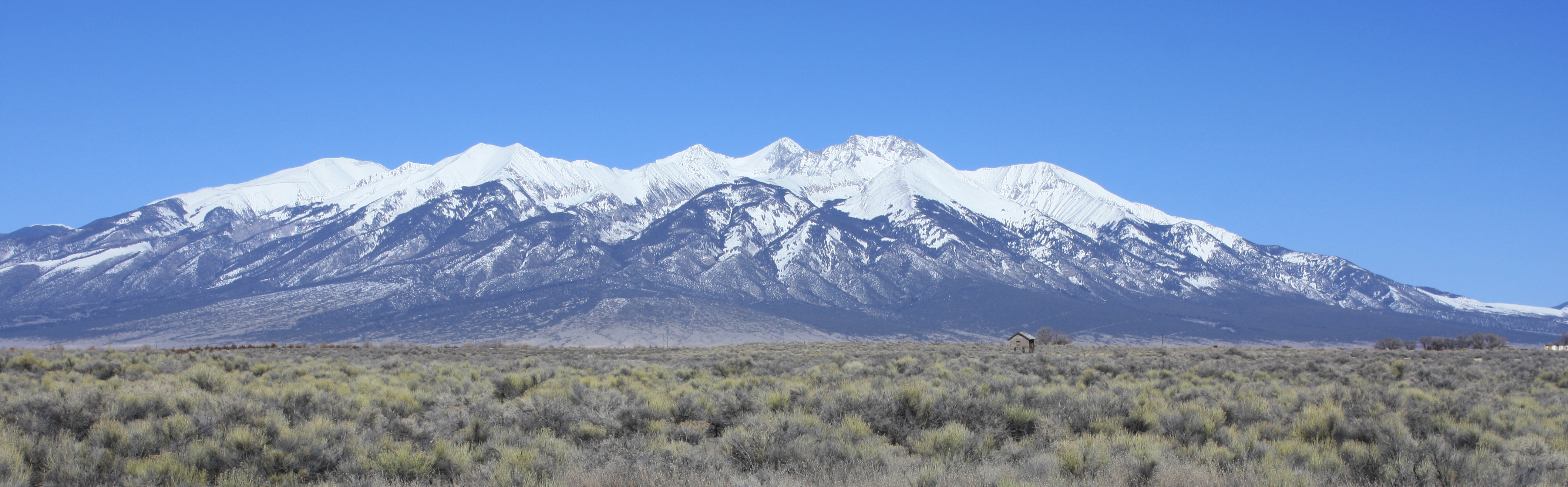
1. 27 Blanca Peak

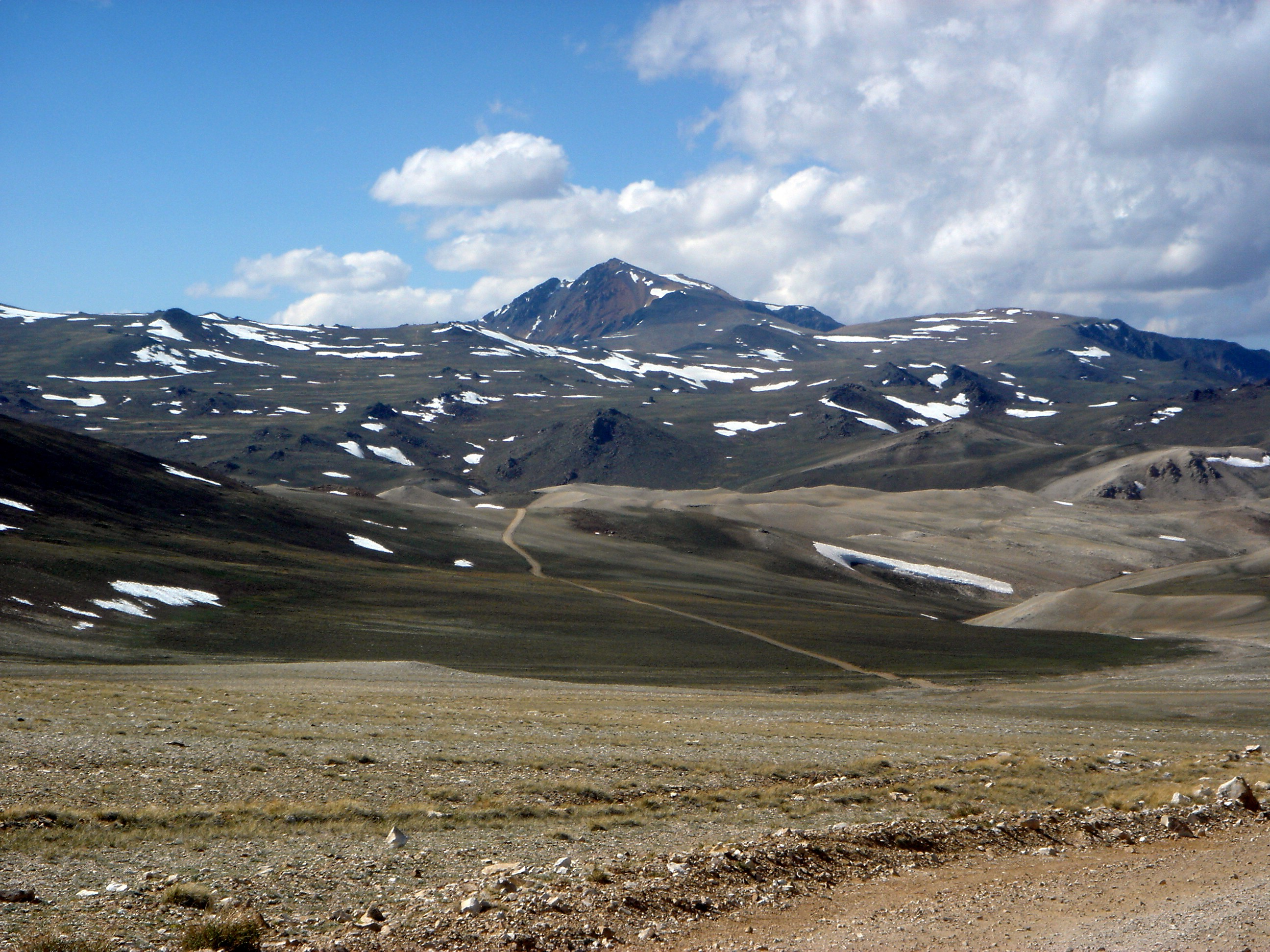
1. 39 White Mountain Peak

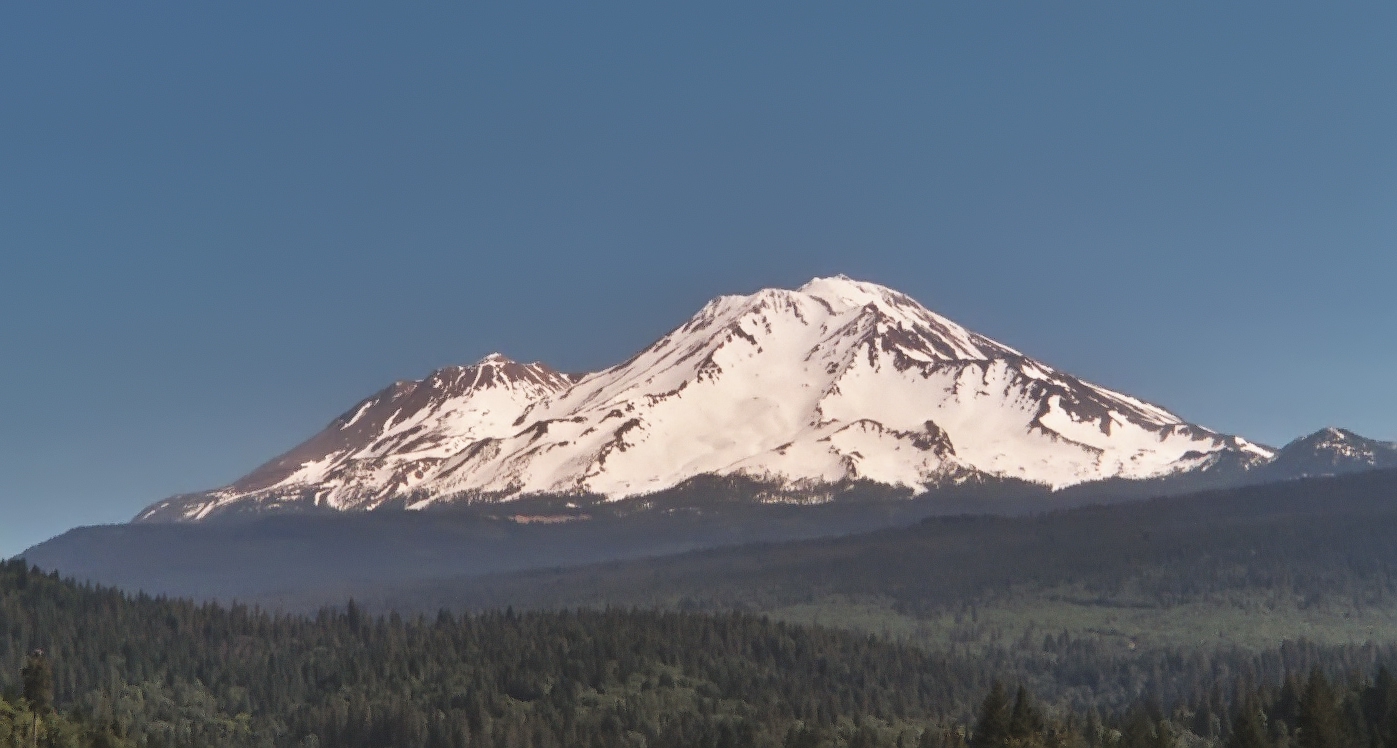
1. 46 Mount Shasta

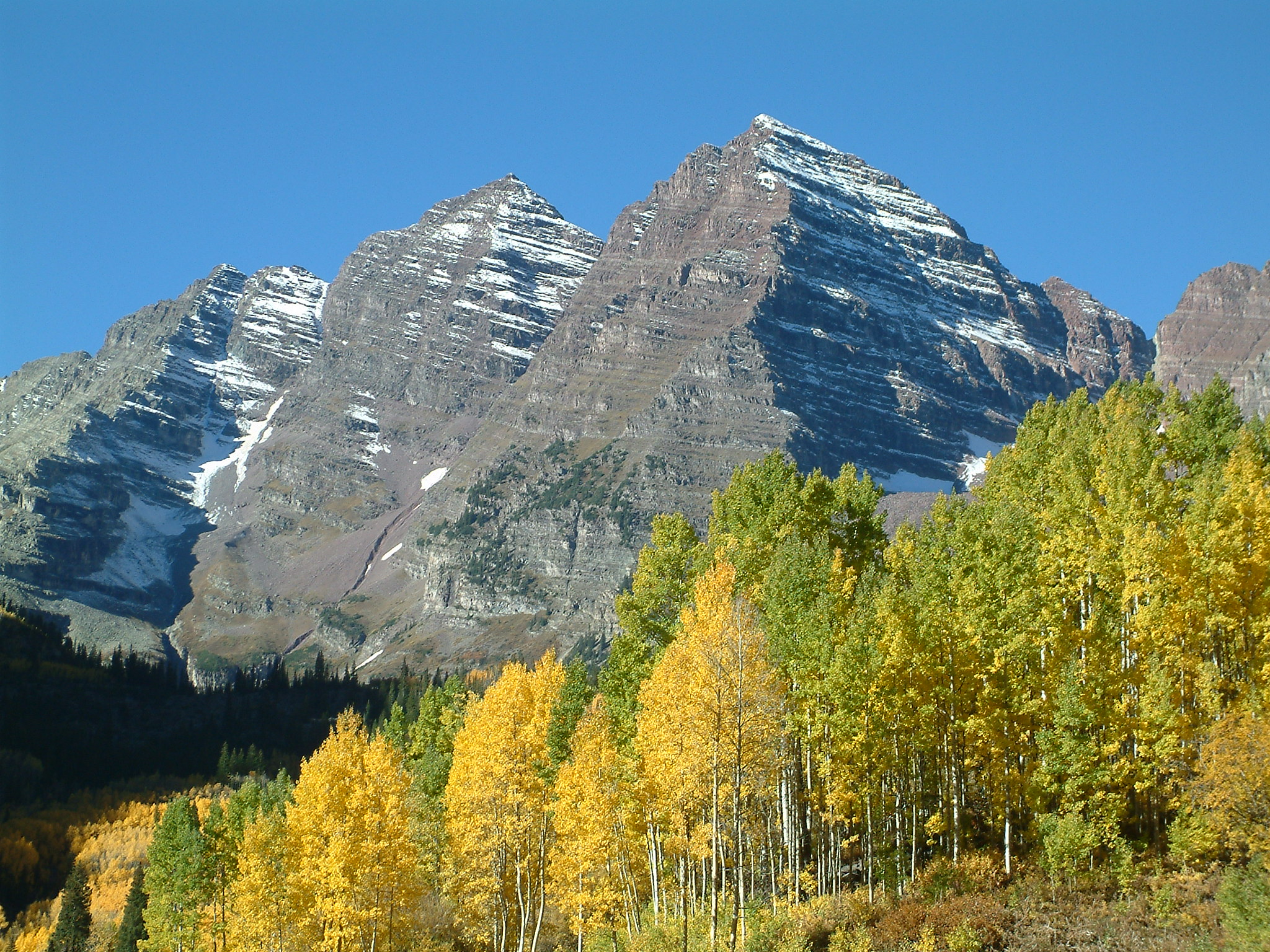
1. 49 Maroon Peak

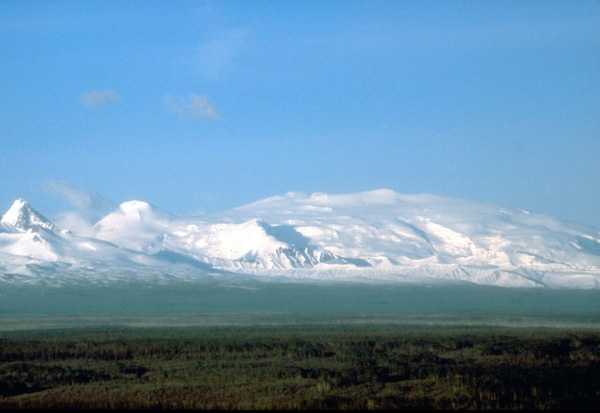
1. 50 Mount Wrangell

Seznam fourteeners Spojených států amerických obsahuje 88 hor v USA s nadmořskou výškou přes 14 000 stop (4267 m) a prominencí alespoň 300 stop (91 m).
Nejvíce fourteeners je v Coloradu – 53. Na Aljašce jich je 22 (včetně Denali, nejvyšší hory celé Severní Ameriky), v Kalifornii 12 (včetně Mount Whitney, nejvyšší a nejizolovanější hory kontinentálních Spojených států) a ve Washingtonu 1 (Mount Rainier, nejprominentnější hora kontinentálních Spojených států).

## Seznam
| #   | Název                     | Stát       | Výška  | Promi- nence | Izolace | Souřadnice                        |
| --- | ------------------------- | ---------- | ------ | ------------ | ------- | --------------------------------- |
| 1.  | Denali                    | Aljaška    | 6190 m | 6130 m       | 7450 km | 63°04′08″ s. š., 151°00′22″ z. d. |
| 2.  | Denali North Peak         | Aljaška    | 5934 m | 0402 m       | 0003 km | 63°05′51″ s. š., 151°00′19″ z. d. |
| 3.  | Mount Saint Elias         | Aljaška    | 5489 m | 3429 m       | 0041 km | 60°17′33″ s. š., 140°55′50″ z. d. |
| 4.  | Mount Foraker             | Aljaška    | 5304 m | 2210 m       | 0023 km | 62°57′37″ s. š., 151°23′57″ z. d. |
| 5.  | Mount Bona                | Aljaška    | 5044 m | 2103 m       | 0080 km | 61°23′04″ s. š., 141°45′10″ z. d. |
| 6.  | Mount Blackburn           | Aljaška    | 4996 m | 3548 m       | 0098 km | 61°43′49″ s. š., 143°24′11″ z. d. |
| 7.  | Mount Blackburn Southeast | Aljaška    | 4964 m | 0163 m       | 0003 km | 61°43′30″ s. š., 143°23′33″ z. d. |
| 8.  | Mount Sanford             | Aljaška    | 4949 m | 2343 m       | 0065 km | 62°12′47″ s. š., 144°07′45″ z. d. |
| 9.  | Denali South Buttress     | Aljaška    | 4842 m | 0096 m       | 0004 km | 63°02′05″ s. š., 150°58′36″ z. d. |
| 10. | Mount Vancouver           | Aljaška    | 4780 m | 0120 m       | 0003 km | 60°20′04″ s. š., 139°41′34″ z. d. |
| 11. | Mount Churchill           | Aljaška    | 4766 m | 0347 m       | 0004 km | 61°25′08″ s. š., 141°42′54″ z. d. |
| 12. | Mount Fairweather         | Aljaška    | 4671 m | 3961 m       | 0201 km | 58°54′23″ s. š., 137°31′35″ z. d. |
| 13. | Mount Hubbard             | Aljaška    | 4557 m | 2457 m       | 0034 km | 60°19′09″ s. š., 139°04′21″ z. d. |
| 14. | Mount Bear                | Aljaška    | 4520 m | 1540 m       | 0032 km | 61°17′00″ s. š., 141°08′35″ z. d. |
| 15. | Denali East Buttress      | Aljaška    | 4490 m | 0116 m       | 0002 km | 63°03′37″ s. š., 150°55′46″ z. d. |
| 16. | Mount Hunter              | Aljaška    | 4442 m | 1417 m       | 0011 km | 62°56′58″ s. š., 151°05′31″ z. d. |
| 17. | Mount Whitney             | Kalifornie | 4421 m | 3072 m       | 2649 km | 36°34′42″ s. š., 118°17′31″ z. d. |
| 18. | Mount Alverstone          | Aljaška    | 4420 m | 0594 m       | 0004 km | 60°21′06″ s. š., 139°04′30″ z. d. |
| 19. | University Peak           | Aljaška    | 4410 m | 0978 m       | 0006 km | 61°19′37″ s. š., 141°47′12″ z. d. |
| 20. | Aello Peak                | Aljaška    | 4403 m | 0440 m       | 0006 km | 61°21′52″ s. š., 141°54′00″ z. d. |
| 21. | Mount Elbert              | Colorado   | 4401 m | 2772 m       | 1079 km | 39°07′04″ s. š., 106°26′43″ z. d. |
| 22. | Mount Massive             | Colorado   | 4398 m | 0598 m       | 0008 km | 39°11′15″ s. š., 106°28′32″ z. d. |
| 23. | Mount Harvard             | Colorado   | 4397 m | 0709 m       | 0024 km | 38°55′27″ s. š., 106°19′14″ z. d. |
| 24. | Mount Rainier             | Washington | 4394 m | 4034 m       | 1177 km | 46°51′07″ s. š., 121°45′28″ z. d. |
| 25. | Mount Williamson          | Kalifornie | 4386 m | 0511 m       | 0009 km | 36°39′21″ s. š., 118°18′39″ z. d. |
| 26. | La Plata Peak             | Colorado   | 4379 m | 0567 m       | 0010 km | 39°01′45″ s. š., 106°28′22″ z. d. |
| 27. | Blanca Peak               | Colorado   | 4374 m | 1623 m       | 0166 km | 37°34′38″ s. š., 105°29′08″ z. d. |
| 28. | Uncompahgre Peak          | Colorado   | 4365 m | 1304 m       | 0137 km | 38°04′18″ s. š., 107°27′43″ z. d. |
| 29. | Crestone Peak             | Colorado   | 4359 m | 1388 m       | 0044 km | 37°58′00″ s. š., 105°35′07″ z. d. |
| 30. | Mount Lincoln             | Colorado   | 4357 m | 1177 m       | 0036 km | 39°21′05″ s. š., 106°06′41″ z. d. |
| 31. | Castle Peak               | Colorado   | 4352 m | 0721 m       | 0034 km | 39°00′34″ s. š., 106°51′41″ z. d. |
| 32. | Grays Peak                | Colorado   | 4352 m | 0844 m       | 0040 km | 39°38′02″ s. š., 105°49′03″ z. d. |
| 33. | Mount Antero              | Colorado   | 4351 m | 0763 m       | 0029 km | 38°40′26″ s. š., 106°14′46″ z. d. |
| 34. | Torreys Peak              | Colorado   | 4351 m | 0171 m       | 0001 km | 39°38′34″ s. š., 105°49′16″ z. d. |
| 35. | Quandary Peak             | Colorado   | 4350 m | 0343 m       | 0005 km | 39°23′50″ s. š., 106°06′23″ z. d. |
| 36. | Mount Evans               | Colorado   | 4348 m | 0844 m       | 0016 km | 39°35′17″ s. š., 105°38′37″ z. d. |
| 37. | Longs Peak                | Colorado   | 4346 m | 0896 m       | 0070 km | 40°15′18″ s. š., 105°36′54″ z. d. |
| 38. | Mount Wilson              | Colorado   | 4344 m | 1227 m       | 0053 km | 37°50′20″ s. š., 107°59′29″ z. d. |
| 39. | White Mountain Peak       | Kalifornie | 4344 m | 2193 m       | 0109 km | 37°38′02″ s. š., 118°15′20″ z. d. |
| 40. | North Palisade            | Kalifornie | 4343 m | 0882 m       | 0052 km | 37°05′39″ s. š., 118°30′52″ z. d. |
| 41. | Mount Shavano             | Colorado   | 4338 m | 0494 m       | 0006 km | 38°37′09″ s. š., 106°14′21″ z. d. |
| 42. | Mount Princeton           | Colorado   | 4329 m | 0664 m       | 0008 km | 38°44′57″ s. š., 106°14′32″ z. d. |
| 43. | Mount Belford             | Colorado   | 4329 m | 0408 m       | 0005 km | 38°57′38″ s. š., 106°21′38″ z. d. |
| 44. | Crestone Needle           | Colorado   | 4329 m | 0139 m       | 0001 km | 37°57′52″ s. š., 105°34′35″ z. d. |
| 45. | Mount Yale                | Colorado   | 4329 m | 0578 m       | 0009 km | 38°50′39″ s. š., 106°18′49″ z. d. |
| 46. | Mount Shasta              | Kalifornie | 4322 m | 2997 m       | 0539 km | 41°24′33″ s. š., 122°11′41″ z. d. |
| 47. | Mount Bross               | Colorado   | 4322 m | 0095 m       | 0002 km | 39°20′07″ s. š., 106°06′27″ z. d. |
| 48. | Kit Carson Mountain       | Colorado   | 4319 m | 0312 m       | 0002 km | 37°58′46″ s. š., 105°36′09″ z. d. |
| 49. | Maroon Peak               | Colorado   | 4317 m | 0712 m       | 0013 km | 39°04′14″ s. š., 106°59′20″ z. d. |
| 50. | Mount Wrangell            | Aljaška    | 4317 m | 1711 m       | 0024 km | 62°00′21″ s. š., 144°01′07″ z. d. |
| 51. | Tabeguache Peak           | Colorado   | 4317 m | 0139 m       | 0001 km | 38°37′31″ s. š., 106°15′03″ z. d. |
| 52. | Mount Oxford              | Colorado   | 4316 m | 0199 m       | 0002 km | 38°57′53″ s. š., 106°20′19″ z. d. |
| 53. | Mount Sill                | Kalifornie | 4316 m | 0114 m       | 0001 km | 37°05′45″ s. š., 118°30′11″ z. d. |
| 54. | Mount Sneffels            | Colorado   | 4315 m | 0930 m       | 0025 km | 38°00′13″ s. š., 107°47′32″ z. d. |
| 55. | Mount Democrat            | Colorado   | 4315 m | 0234 m       | 0002 km | 39°20′22″ s. š., 106°08′24″ z. d. |
| 56. | Capitol Peak              | Colorado   | 4309 m | 0533 m       | 0012 km | 39°09′01″ s. š., 107°04′58″ z. d. |
| 57. | Pikes Peak                | Colorado   | 4302 m | 1686 m       | 0098 km | 38°50′25″ s. š., 105°02′39″ z. d. |
| 58. | Snowmass Mountain         | Colorado   | 4297 m | 0351 m       | 0004 km | 39°07′07″ s. š., 107°03′59″ z. d. |
| 59. | Mount Russell             | Kalifornie | 4296 m | 0344 m       | 0001 km | 36°35′24″ s. š., 118°17′26″ z. d. |
| 60. | Windom Peak               | Colorado   | 4296 m | 0307 m       | 0043 km | 37°37′16″ s. š., 107°35′30″ z. d. |
| 61. | Mount Eolus               | Colorado   | 4294 m | 0666 m       | 0003 km | 37°37′18″ s. š., 107°37′21″ z. d. |
| 62. | Challenger Point          | Colorado   | 4294 m | 0092 m       | 0001 km | 37°58′49″ s. š., 105°36′23″ z. d. |
| 63. | Mount Columbia            | Colorado   | 4291 m | 0272 m       | 0003 km | 38°54′14″ s. š., 106°17′50″ z. d. |
| 64. | Missouri Mountain         | Colorado   | 4290 m | 0258 m       | 0002 km | 38°56′51″ s. š., 106°22′42″ z. d. |
| 65. | Mount Augusta             | Aljaška    | 4289 m | 1549 m       | 0023 km | 60°18′26″ s. š., 140°27′30″ z. d. |
| 66. | Humboldt Peak             | Colorado   | 4288 m | 0367 m       | 0002 km | 37°58′34″ s. š., 105°33′18″ z. d. |
| 67. | Mount Bierstadt           | Colorado   | 4287 m | 0219 m       | 0002 km | 39°34′57″ s. š., 105°40′07″ z. d. |
| 68. | Sunlight Peak             | Colorado   | 4287 m | 0122 m       | 0001 km | 37°37′38″ s. š., 107°35′45″ z. d. |
| 69. | Split Mountain            | Kalifornie | 4287 m | 0475 m       | 0011 km | 37°01′15″ s. š., 118°25′20″ z. d. |
| 70. | Handies Peak              | Colorado   | 4285 m | 0582 m       | 0018 km | 37°54′46″ s. š., 107°30′15″ z. d. |
| 71. | Culebra Peak              | Colorado   | 4283 m | 1471 m       | 0057 km | 37°07′20″ s. š., 105°11′08″ z. d. |
| 72. | Ellingwood Point          | Colorado   | 4282 m | 0104 m       | 0001 km | 37°34′57″ s. š., 105°29′33″ z. d. |
| 73. | Mount Lindsey             | Colorado   | 4282 m | 0470 m       | 0004 km | 37°35′01″ s. š., 105°26′41″ z. d. |
| 74. | Little Bear Peak          | Colorado   | 4280 m | 0115 m       | 0002 km | 37°33′59″ s. š., 105°29′49″ z. d. |
| 75. | Mount Sherman             | Colorado   | 4280 m | 0259 m       | 0013 km | 39°13′30″ s. š., 106°10′11″ z. d. |
| 76. | Redcloud Peak             | Colorado   | 4280 m | 0438 m       | 0008 km | 37°56′27″ s. š., 107°25′18″ z. d. |
| 77. | Mount Langley             | Kalifornie | 4277 m | 0365 m       | 0007 km | 36°31′24″ s. š., 118°14′21″ z. d. |
| 78. | Mount Tyndall             | Kalifornie | 4275 m | 0343 m       | 0002 km | 36°39′20″ s. š., 118°20′13″ z. d. |
| 79. | Pyramid Peak              | Colorado   | 4275 m | 0499 m       | 0003 km | 39°04′18″ s. š., 106°57′00″ z. d. |
| 80. | Wilson Peak               | Colorado   | 4274 m | 0261 m       | 0002 km | 37°51′37″ s. š., 107°59′04″ z. d. |
| 81. | San Luis Peak             | Colorado   | 4274 m | 0949 m       | 0043 km | 37°59′12″ s. š., 106°55′52″ z. d. |
| 82. | Wetterhorn Peak           | Colorado   | 4274 m | 0498 m       | 0005 km | 38°03′38″ s. š., 107°30′39″ z. d. |
| 83. | Mount Muir                | Kalifornie | 4273 m | 0101 m       | 0001 km | 36°33′52″ s. š., 118°17′28″ z. d. |
| 84. | Middle Palisade           | Kalifornie | 4273 m | 0341 m       | 0004 km | 37°04′12″ s. š., 118°28′08″ z. d. |
| 85. | Mount Wrangell West       | Aljaška    | 4271 m | 0172 m       | 0002 km | 62°00′32″ s. š., 144°03′46″ z. d. |
| 86. | Huron Peak                | Colorado   | 4271 m | 0434 m       | 0005 km | 38°56′43″ s. š., 106°26′17″ z. d. |
| 87. | Mount of the Holy Cross   | Colorado   | 4271 m | 0643 m       | 0030 km | 39°28′00″ s. š., 106°28′54″ z. d. |
| 88. | Sunshine Peak             | Colorado   | 4269 m | 0153 m       | 0002 km | 37°55′22″ s. š., 107°25′32″ z. d. |